# チャールヴィル伯爵
チャールヴィル伯爵（チャールヴィルはくしゃく、英: Earl of Charleville）は、アイルランド貴族の爵位。2度創設され、いずれも廃絶している。

## 歴史
アイルランド王国の政治家ジョン・ムーア(c.1676–1725)はハノーヴァー朝の王位継承を支持して、1715年10月22日にアイルランド貴族であるタラモアのムーア男爵に叙された。その息子である2代男爵チャールズ・ムーア(1712–1764)は1758年9月16日にアイルランド貴族であるキングス・カウンティにおけるチャールヴィル伯爵に叙されたが、妻との間で息子をもうけず、爵位はすべて廃絶した。
チャールヴィル伯爵の死後、その遺産は姉妹ジェーンの息子ジョン・ベリー(1725–1764)が相続したが、その半年後にジョンも生後1か月の息子チャールズ・ウィリアム・ベリー(1764–1835)を残して死去した。チャールズ・ウィリアム・ベリーはアイルランド庶民院議員を務め、1798年アイルランド反乱の鎮圧にも尽力した。彼は1797年11月26日にアイルランド貴族であるキングス・カウンティにおけるチャールヴィル・フォレストのタラモア男爵に、1800年12月29日にキングス・カウンティにおけるチャールヴィル・フォレストのチャールヴィル子爵に、1806年2月16日にチャールヴィル伯爵に叙された。1801年以降はアイルランド貴族代表議員も務めた。
チャールズ・ウィリアム・ベリーの死後、息子、孫、曽孫が爵位を継承したのち、3代伯爵の弟アルフレッド・ベリー(1829–1875)が爵位を継承し、その死をもって爵位は廃絶した。遺産は3代伯爵の娘で4代伯爵の妹であるエミリア・アルフレッダ・ジュリア・ベリー(1856–1931)が相続した。彼女は1881年にジェームズ・ケネス・ハワード閣下(1814–1882)の息子ケネス・ハワード(1845–1885)と結婚、ケネスは同年に「ベリー」を姓に加えた。2人の息子が探検家・政治家のチャールズ・ケネス・ハワード＝ベリー(1883–1963)である。

## ムーア男爵（1715年）
- 初代ムーア男爵ジョン・ムーア（1676年ごろ – 1725年）
- 第2代ムーア男爵チャールズ・ムーア（1712年 – 1764年）
  - 1758年、チャールヴィル伯爵に叙爵

## チャールヴィル伯爵（1758年）
- 初代チャールヴィル伯爵チャールズ・ムーア（1712年 – 1764年）

## チャールヴィル伯爵（1806年）
- 初代チャールヴィル伯爵チャールズ・ウィリアム・ベリー（1764年 – 1835年）
- 第2代チャールヴィル伯爵チャールズ・ウィリアム・ベリー（1801年 – 1851年）
- 第3代チャールヴィル伯爵チャールズ・ウィリアム・ジョージ・ベリー（1822年 – 1859年）
- 第4代チャールヴィル伯爵チャールズ・ウィリアム・フランシス・ベリー（1852年 – 1874年）
- 第5代チャールヴィル伯爵アルフレッド・ベリー（1829年 – 1875年）